# Pierluigi Corellas
Pierluigi Corellas (Cagliari, 16 giugno 1972) è un allenatore di calcio ed ex calciatore italiano, di ruolo attaccante.

## Carriera

### Giocatore
Vanta 10 presenze in Serie A con la maglia del Cagliari. Avviato ad un'ottima carriera, essendo uno dei migliori giovani sardi nei primi anni novanta, finisce nell'anonimato dopo tre stagioni in giro per l'Italia in Serie C prima a Cento poi Trento e Modena. Uscito dal professionismo gioca negli anni 2000 diverse stagioni nei campionati sardi, principalmente in Eccellenza, per poi ritirarsi nel 2008.

### Allenatore
Una volta ritiratosi decide di intraprendere la carriera da allenatore. Arriva quindi nello staff del Cagliari, prima come allenatore in seconda della Primavera poi nell'ottobre 2012, in seguito all'esonero di Massimo Ficcadenti entra nello staff della Prima Squadra allenata dal tandem Ivo Pulga-Diego López nel ruolo di collaboratore. Curioso il fatto che alla sua prima esperienza ritrova lo Stadio Is Arenas di Quartu Sant'Elena, teatro di tante apparizioni nei suoi tanti anni al Quartu 2000.